# Campionati italiani femminili assoluti di atletica leggera 1941
I XIX campionati italiani femminili assoluti di atletica leggera si sono tenuti presso lo stadio Cesare Marzari di Modena il 13 luglio 1941. La gara della staffetta 4×100 metri valida per i campionati italiani si è invece corsa il 3 agosto dello stesso anno presso lo stadio del Littorio di Piacenza, in concomitanza con il campionato nazionale maschile dei 10 000 metri piani, durante un incontro nazionale di atletica leggera. Sono stati assegnati dieci titoli in altrettante discipline.
La squadra della Filotecnica Milano, composta da Ida Matteuzzi, Gisella Daverio, Lia Bertos e Rosetta Cattaneo, fu la prima società (quindi non squadra nazionale) a scendere sotto i 50 secondi nella staffetta 4×100 metri con il tempo di 49"9.

## Risultati

### Le gare del 13 luglio a Modena
| Specialità             | Oro                                               | Prestazione | Argento                                   | Prestazione | Bronzo                                   | Prestazione |
| Corse                  | Corse                                             | Corse       | Corse                                     | Corse       | Corse                                    | Corse       |
| ---------------------- | ------------------------------------------------- | ----------- | ----------------------------------------- | ----------- | ---------------------------------------- | ----------- |
| 100 m                  | Italia Lucchini Venchi Unica Torino               | 12"5        | Maria Alfero Dopolavoro Singer Monza      | 12"9        | Margherita Barzizza Sip Torino           | 13"1        |
| 200 m                  | Ester Meneghello Marzotto Valdagno                | 26"6        | Brunilde Leone Sip Torino                 | 26"6        | Rosetta Cattaneo Filotecnica Milano      | 26"7        |
| 800 m                  | Livia Galimberti Dopolavoro Singer Monza          | 2'29"8      | Petronilla Tonani Dopolavoro Safar Milano | 2'32"6      | Maria Beraudo Venchi Unica Torino        | n/d         |
| 80 m hs                | Elda Franco Sip Torino                            | 12"6        | Adele Tomatis Venchi Unica Torino         | 12"7        | Ondina Valla Parioli                     | 12"8        |
| Salti                  |                                                   |             |                                           |             |                                          |             |
| Salto in alto          | Sara Aldovrandi Società Sportiva Ducati Bologna   | 1,45 m      | Gianna Jannoni Parioli                    | 1,45 m      | Caterina Gallo Venchi Unica Torino       | 1,45 m      |
| Salto in lungo         | Lidia Zanuttigh Dopolavoro Soresina               | 5,33 m      | Amelia Piccinini Venchi Unica Torino      | 5,32 m      | Genoveffa Faggion Marzotto Valdagno      | 5,19 m      |
| Lanci                  |                                                   |             |                                           |             |                                          |             |
| Getto del peso         | Amelia Piccinini Venchi Unica Torino              | 11,39 m     | Giorgina Grossi Filotecnica Milano        | 11,23 m     | Paola Risso Polisportiva Giordana Genova | 11,05 m     |
| Lancio del disco       | Gina Tagliapietra Marzotto Valdagno               | 39,28 m     | Edera Cordiale Venchi Unica Torino        | 38,46 m     | Lidia Rossut Marzotto Valdagno           | 37,35 m     |
| Lancio del giavellotto | Edda Ballaben Dopolavoro Pubblico Impiego Trieste | 38,43 m     | Ada Turci Venchi Unica Torino             | 38,12 m     | Anna Vignoli SEF Stamura                 | 32,90 m     |

### La staffetta del 3 agosto a Piacenza
| Specialità        | Oro                                                                          | Prestazione | Argento           | Prestazione | Bronzo              | Prestazione |
| ----------------- | ---------------------------------------------------------------------------- | ----------- | ----------------- | ----------- | ------------------- | ----------- |
| Staffetta 4×100 m | Filotecnica Milano Ida Matteuzzi Gisella Daverio Lia Bertos Rosetta Cattaneo | 49"9        | Marzotto Valdagno | 50"5        | Venchi Unica Torino | 50"6        |